# Barranc de les Vaqueres
El Barranc de les Vaqueres, és un barranc del terme de Sant Esteve de la Sarga, a la zona de Sant Esteve de la Sarga.
Es forma a 1.155 m. alt., a lo Clotó, per la unió del barranc de la Cleda amb el barranc de la Llau Xica. Des d'aquell lloc davalla cap al nord-est, i arriba a l'est del poble de Sant Esteve de la Sarga, on s'aboca en el barranc de Sant Esteve de la Sarga.